# Hôpital de la Timone
Pour les articles homonymes, voir La Timone.
L'hôpital de la Timone est le plus grand hôpital de Marseille (Bouches-du-Rhône, en France). Les bâtiments actuels datent de 1973 mais se trouvent sur le site d'un ancien hôpital. L'hôpital appartient à l'Assistance publique - Hôpitaux de Marseille (AP-HM). Il est aussi le siège du Service d'aide médicale urgente (SAMU) et du 15 de Marseille[pas clair].
Doté du statut de Centre hospitalier universitaire, il est lié à la faculté de médecine de la Timone de l'université d'Aix-Marseille.
L'hôpital de la Timone comporte deux bâtiments : l'un pour les enfants et l'autre pour les adultes.
L'hôpital tire son nom de la bastide de Jean Timon-David, qui donnera également son nom au quartier de La Timone (10e arrondissement) et à son avenue éponyme. Cependant, l'ensemble des bâtiments hospitaliers et la faculté de médecine se situent dans le quartier administratif de Baille (5e arrondissement).

## Histoire

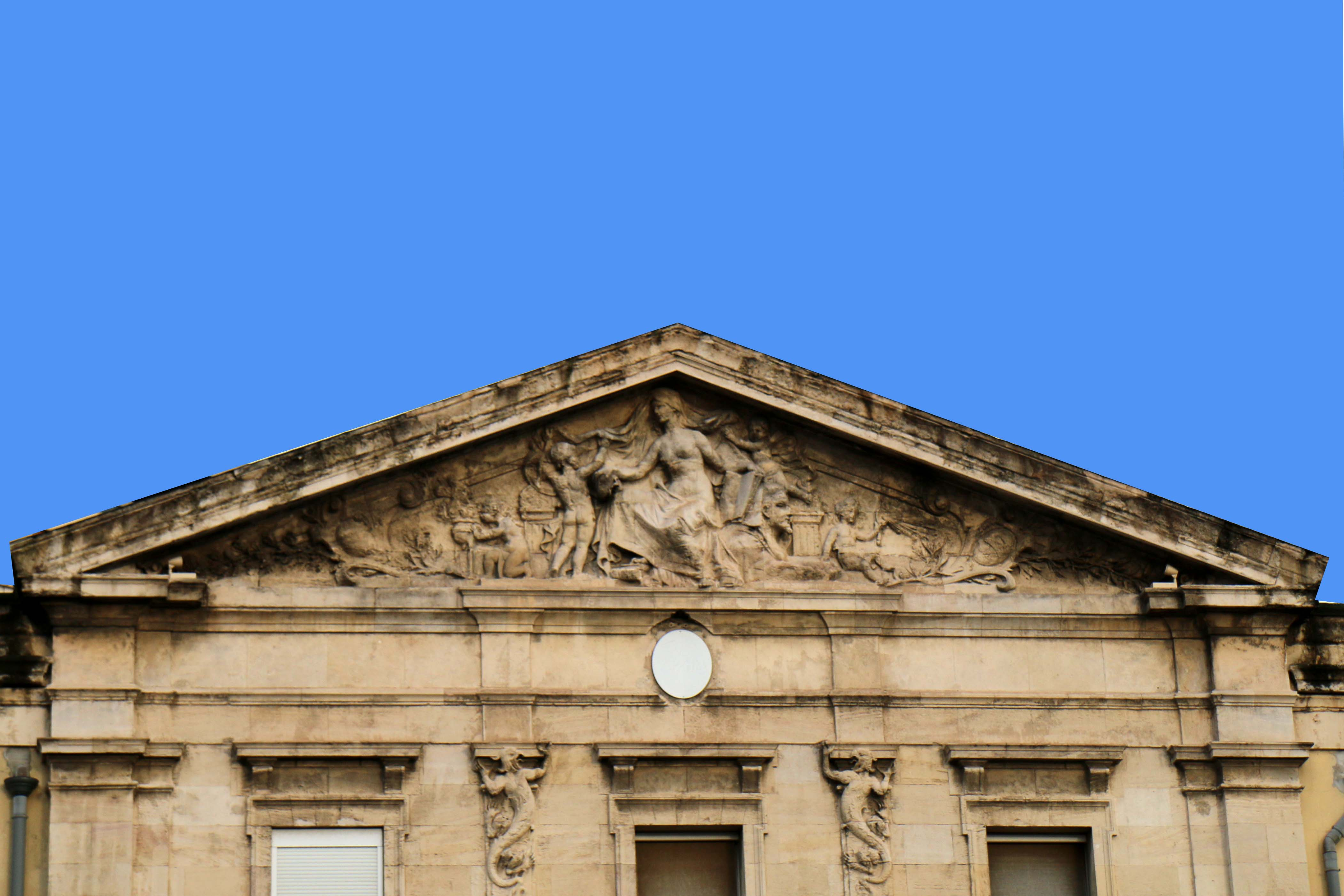
Fronton de la Timone.

L'hôpital est construit sur un terrain de quatre hectares situé au centre de Marseille et acheté en 1654 par Louis David, chargé d'affaires de France à Gênes. Alors plantation de vignes et d'oliviers, le terrain passe par mariage entre les mains de Jean Timon-David (1712-1793), qui y fait construire en 1765 une bastide et donne au lieu le nom de Timone. 
Ce n'est qu'en 1869 que la ville acquiert les lieux et leur donne leur vocation actuelle en y installant une extension de l'asile municipal établi non loin. Jusqu'alors installée au palais du Pharo, la faculté de médecine de Marseille quitte les lieux pour la Timone, le but étant de réunir en un même lieu les soins, l'enseignement et la recherche en médecine. Alors unifiée, la faculté de médecine se divise avec l'apparition d'une faculté de pharmacie puis d'odontologie dans les années 1970, elles aussi basées à la Timone. De grands travaux sont lancés en 1970 sous l'impulsion de Gaston Defferre afin de faire de la Timone le plus grand hôpital de la ville. Ils prennent fin dans le courant de l'été 1973 et donnent naissance aux bâtiments existants inaugurés l'année suivante.
Dès 2007, l'Assistance publique - Hôpitaux de Marseille a lancé un important programme de travaux à la Timone. Ils ont pris fin en 2012 avec la naissance de  « Timone 2 », ce qui a permis une réorganisation plus efficace et rationnelle des soins,. La Timone 1 et 2 ont le plus grand service d'urgence de France et le deuxième en Europe.
L'hôpital accueille en particulier les patients en réanimation pendant la pandémie de Covid-19 en 2020.

## Offre de soins

### Infrastructures et capacités
En novembre 2009, de gros travaux ont débuté devant permettre la construction de deux nouveaux bâtiments :
- un grand bâtiment médico-technique terminé en 2012, dont le montant est évalué à 140 millions d'euros en 2008. Il regroupe (sur 49 000 m2) des activités comme : service d'urgences, 49 blocs opératoires, plateau d'imagerie médicale (scanner, échographie, endoscopie), 120 chambres d’hospitalisation représentant 288 lits, dont les services de réanimation (70 lits)[8] ;
- un hôpital parent-enfant achevé en 2011 avec 534 lits et places (438 lits et 96 places)[9]. Il est « le plus grand centre européen consacré à l'enfant et à sa famille[10] ».

### Spécialités
- Anatomie et cytologie pathologiques
- Anesthésie-réanimation
- Biologie médicale
- Cancérologie
- Cardiologie
- Chirurgie cardiaque
- Chirurgie générale
- Chirurgie vasculaire
- Dermatologie et vénérologie
- Gastro-entérologie et hépatologie
- Génétique médicale
- Gynécologie médicale
- Hydrologie et climatologie médicale
- Médecine générale
- Médecine interne
- Médecine de catastrophe
- Médecine du travail
- Médecine d'urgence
- Médecine légale
- Médecine nucléaire
- Médecine physique et de réadaptation
- Neurologie
- Neurochirurgie
- Neuropsychiatrie
- Oncologie médicale
- Oncologie option radiothérapie
- Ophtalmologie
- Orthopédie dento-maxillo-faciale
- Pathologie infectieuse et tropicale
- Pédiatrie et Oncologie pédiatrique
- Psychiatrie
- Radiodiagnostic et imagerie médicale
- Santé publique et médecine sociale

## Recherche et premières

### Greffes pédiatriques
L'hôpital de la Timone est considéré comme un établissement pionnier en matière de greffes pédiatriques,. En 1986, il réussissait la première greffe de rein sur un enfant (de un an) réalisée en France avec survie de l'enfant. Le 30 avril 2008, il a célébré « la 100e greffe de rein et la 100e greffe de foie réalisées sur des enfants en un peu plus de 20 ans d'activité ».

### Épilepsie
L'hôpital est une référence internationale dans le domaine de l'épilepsie. Le professeur Jean Régis, neurochirurgien à l'hôpital de la Timone, et l'équipe du professeur Patrick Chauvel, épileptologue, ont « révolutionné » le traitement de l'épilepsie grâce à l'utilisation de la radiochirurgie Gamma Knife. Selon Le Figaro Magazine « ces pionniers de la médecine sont reconnus comme la référence mondiale dans le traitement des épilepsies par radiochirurgie Gamma Knife, ce qui leur vaut de recevoir des patients venant de tous les continents ». Ils ont été lauréats des Victoires de la médecine 2007.

### Pédopsychiatrie
L'hôpital a pris une avance, avec le service du docteur Marcel Rufo, en termes de pédopsychiatrie des adolescents. « Pour les adolescents de 11 à 19 ans, l'Espace Arthur est un concept unique en France. Ouvert depuis mai 1999, ce service accueille une petite vingtaine d'adolescents souffrant de pathologies courantes chez les jeunes : tentatives de suicide, anorexies, phobies scolaires, dépression ou crise identitaire. Parmi la quinzaine de services réservés aux adolescents dans les hôpitaux de France, celui de La Timone fait office de figure de proue. » écrivait en 2001 La Libre Belgique.

### Célébrités
Plusieurs médecins de renom exercent à la Timone, parmi lesquels :
- Patrick Chauvel et Jean Régis (pionniers dans le traitement de l'épilepsie par radiochirurgie)
- Marcel Rufo (pionnier de la psychologie pour l'adolescence en milieu hospitalier)

### Personnel médical
- Joseph Comiti (chirurgien gastroentérologue et ministre)
- Maurice Choux (neurochirurgie)
- Didier Raoult (maladies infectieuses)
- François Nicoli (ancien chef du service d'urgences neurovasculaires)[16]

### Patients célèbres
- Gaston Defferre (maire de Marseille et ancien ministre) (décédé à la Timone en 1986)
- René Desmaison (alpiniste) (décédé à la Timone le 28 septembre 2007).
- Elio de Angelis (coureur automobile italien)
- Léopold Ritondale (maire de Hyères)
- Anne-Gabrielle Caron (enfant atteinte d'un sarcome d'Ewing, un cancer osseux rare et virulent) (décédée à la Timone le 23 juillet 2010)

## La Timone au cinéma
- 2010 : La guerre est déclarée de Valérie Donzelli